# 柳淳

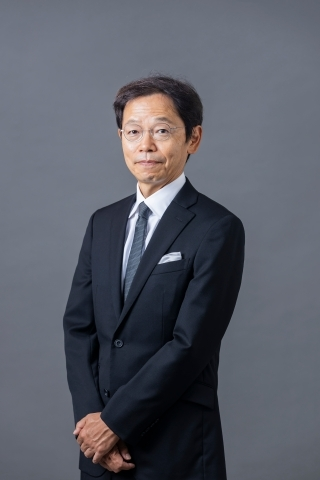
在シカゴ日本国総領事館ウェブページより（令和5年8月）

柳 淳（やなぎ じゅん、1966年〈昭和41年〉12月16日 - ）は、栃木県出身の日本の外交官。
在ベトナム大使館公使、在ウィーン国際機関日本政府代表部公使、内閣情報調査室次長などを経て、2023年7月から在シカゴ総領事を務める。

## 略歴
- 1985年3月　神奈川県立湘南高等学校卒業[2]
- 1988年3月　東京大学法学部第二類中退
- 1988年4月　外務省入省
- 1992年　オックスフォード大学哲学政治経済（PPE）修士課程修了[2]
- 1992年　在ナイジェリア日本国大使館 一等書記官[2]
- 2003年12月　在ロシア日本国大使館 一等書記官
- 2005年7月　在ロシア日本国大使館 参事官
- 2005年12月　在カナダ日本国大使館 参事官
- 2008年1月　総合外交政策局軍縮不拡散・科学部不拡散・科学原子力課国際科学協力室長
- 2010年7月　欧州局西欧課長
- 2012年9月　東北大学大学院法学研究科 教授
- 2014年7月　在ベトナム日本国大使館 参事官
- 2014年10月　在ベトナム日本国大使館 次席公使[2]
- 2018年1月　在ウィーン国際機関日本政府代表部 次席公使[2]
- 2021年10月　内閣官房内閣情報調査室次長
- 2023年7月　在シカゴ日本国総領事館 総領事

## 著作
- 『外交入門 国際社会の作法と思考』時事通信社 2014年[2]

## 同期
- 青木豊（23年アルメニア大使）
- 赤松武（22年国際民間航空機関代表部大使）
- 岩﨑一郎（09年一橋大学経済研究所教授）
- 一方井克哉（22年ニジェール兼轄、 21年コートジボワール大使（トーゴ兼轄））
- 内川昭彦（23年モントリオール総領事）
- 宇山秀樹（22年デンマーク大使・20年欧州局長）
- 岡田健一（21年香港総領事）
- 小野啓一（24年インド兼ブータン大使、22年外務審議官（経済担当）・22年外務省経済局長・20年地球規模課題審議官）
- 小野日子（24年ハンガリー大使・22年外務報道官・21年外務省経済局長・内閣広報官）
- 海部篤（23年ウィーン代表部大使・21年軍縮不拡散・科学部長・20年儀典長）
- 小泉勉（24年ラオス大使、22年中華人民共和国大使館特命全権公使、20年外務省研修所長）
- 小林賢一（24年・特命全権大使（国際貿易・経済担当）・21年ラオス大使）
- 佐々山拓也（24年ウガンダ大使・20年トロント総領事）
- 鈴木光太郎（22年ボストン総領事・20年イラク大使）
- 髙杉優弘（21年コロンビア大使）
- 達増拓也（07年岩手県知事）
- 堤尚広（24年特命全権大使（人権担当兼国際平和貢献担当）・20年南スーダン大使）
- 林禎二（21年ブラジル大使・20年中南米局長）
- 平野隆一（21年在ロシア大使館 公使・20年内閣官房国際テロ情報集約室次長・16年ユジノサハリンスク総領事）
- 船越健裕（25年外務事務次官・23年外務審議官（政務担当）・20年アジア大洋州局長）
- 松本太（22年イラク大使・19年ニューヨーク領事）